# TAI Anka
TAI Anka là một dòng phương tiện bay không người lái (UAV) được phát triển bởi tổ chức Công nghiệp hàng không vũ trụ Thổ Nhĩ Kỳ (TAI) cho các nhu cầu của Quân đội Thổ Nhĩ Kỳ. Loại cơ bản Anka-A được chính thức coi như là một UAV tầm trung về độ cao và tầm xa về phạm vi hoạt động. Được phác thảo trong những đầu năm 2000 cho những nhiệm vụ giám sát chiến thuật và do thám, Anka nay đã được phát triển thành một nền tảng đa nhiệm với rada ống kính đồng bộ (SAR), vũ khí chính xác và liên lạc vệ tinh. Drone được đặt tên có từ Anka — tên loài chim phượng hoàng — một thần thú được gọi là Zümrüd-ü Anka trong văn hóa Thổ (Anka kuşu trong tiếng Thổ).